# 재북평화통일촉진협의회
재북평화통일촉진협의회(在北平和統一促進協議會)는 1956년 7월 2일 납북된 대한민국 출신 인사들을 중심으로 결성된 조선민주주의인민공화국의 단체이다. 재북평통이나 통협으로 약칭되기도 한다.

## 결성과 활동
1956년 7월 2일에 평양의 모란봉극장에서 대남선전과 통일전략에 납북인사를 활용하기 위한 의도에서 한국 전쟁 당시 납북된 인물들로 가입자 거의 대부분은 비자발적으로 동원되었다.
단체의 이름은 1948년에 제1공화국 수립 직전 서울에서 결성된 김구와 김규식 중심의 통일독립촉진회를 이어받는다는 측면에서 따온 것이다.
강령은 평화통일, 전쟁반대, 남북협상의 세 가지이다. 평화통일 운동과 이에 따른 대남 선전이 주요 업무이다.

## 구성원
1948년에 평양에서 열린 남북 제정당사회단체 대표자연석회의에 참가했던 남북협상파와 대한민국 제헌국회의 소장파 의원으로 국회 프락치 사건 관련자 등이 포함되어 있다.
대한민국에서는 납북 인사로 부르나 조선민주주의인민공화국에서는 의거월북한 것으로 주장하여 논란이 있다. 한국 전쟁 중의 급박한 상황에서 식모와 참모를 둘 정도로 우대를 받기도 하였고, 사망한 뒤 일부는 애국렬사릉에, 일부는 평양 삼석구역과 신미리의 특설묘지에 안치되었다.
주요 인물은 안재홍, 조소앙, 오화영, 김약수 등으로, 거의 대부분 일제강점기에 독립 운동 경력이 있다. 3·1 운동 당시 학생 시위를 주도했던 강기덕, 일본에서 장기간 수감 생활을 한 박열도 포함되었다.

## 참고자료
- ““재북평화통일촉진협의회는 56년7월 결성””. 한겨레 (연합뉴스 인용). 2002년 3월 12일. 2008년 8월 24일에 확인함.[깨진 링크(과거 내용 찾기)]
- 재북평화통일촉진협의회 - 한국민족문화대백과